# Luigi Albore Mascia
Luigi Albore Mascia (Pescara, 8 settembre 1965) è un politico italiano, sindaco di Pescara dal 2009 al 2014.

## Biografia
Al compimento della maggiore età, Luigi Albore Mascia si tessera con la Federazione Giovanile Repubblicana (FGR) e con il Partito Repubblicano Italiano.
Diplomato al liceo classico "Gabriele d'Annunzio" di Pescara, si iscrive alla facoltà di giurisprudenza presso l'Università Cattolica del Sacro Cuore, per poi trasferirsi all'Università degli Studi "Gabriele d'Annunzio" di Chieti- Pescara. Una volta laureato, intraprende la carriera di avvocato penalista, conseguendo nel 1994 l'abilitazione alla professione forense.

### Carriera politica
La sua carriera politica inizia nel 1988 con il Partito Repubblicano Italiano nell'ambito dei consigli di circoscrizione del comune di Pescara.
Eletto consigliere di circoscrizione nel 1990 e nel 1993, nel 1994 si candida nella lista del Centro Cristiano Democratico per le elezioni del consiglio comunale di Pescara, senza risultare eletto.
Viene eletto consigliere comunale del comune di Pescara per la prima volta nel 1998 con la lista della Nuova Democrazia Cristiana. Nel consiglio comunale ricopre, per i primi due anni, la carica di presidente della commissione consiliare lavori pubblici, per poi svolgere, dal 2000 al 2003, l'incarico di assessore al controllo di gestione.
Nel 2003 viene rieletto consigliere nella lista di Alleanza Nazionale. Durante questo mandato, riveste per i primi due anni la carica di presidente della commissione consiliare vigilanza per poi divenire, nel 2005, vicepresidente del consiglio comunale.
Nel 2008 è candidato a sindaco di Pescara per la coalizione di centro-destra, perdendo al primo turno contro il sindaco uscente Luciano D'Alfonso, raccogliendo il 26,4% dei suffragi, contro il 50,3% dell'avversario.
Si candida nuovamente nelle elezioni amministrative del 6 e 7 giugno 2009 per Il Popolo della Libertà e viene eletto sindaco di Pescara, al primo turno, con il 54,5% dei voti. Nel 2010 è insignito con l'onorificenza di Cavaliere dell'Ordine al merito della Repubblica italiana.
Al termine del suo mandato, la Ragioneria generale dello Stato giudica l'amministrazione Albore Mascia responsabile di aver portato le finanze del comune di Pescara in una situazione di predissesto a causa del debito provocato allo stato economico dell'ente.
Nel 2014 si ripresenta col sostegno di Forza Italia, Fratelli d'Italia - Alleanza Nazionale e la lista civica Pescara Futura. Al primo turno ottiene il 22,83% dei voti, accedendo al ballottaggio col candidato del centrosinistra Marco Alessandrini. Al ballottaggio, ottiene l'appoggio di Guerino Testa, presidente della provincia uscente del Nuovo Centrodestra, e Vincenzo Serraiocco, con cui stringe un apparentamento formale tra liste. Tuttavia, al secondo turno, l'8 giugno 2014, raccoglie il 33,66% dei voti, venendo sconfitto da Alessandrini.
Alle elezioni amministrative del 26 maggio 2019 viene eletto in consiglio comunale a sostegno del sindaco Carlo Masci.